# Lampe colorée
 (octobre 2024).
Si vous disposez d'ouvrages ou d'articles de référence ou si vous connaissez des sites web de qualité traitant du thème abordé ici, merci de compléter l'article en donnant les références utiles à sa vérifiabilité et en les liant à la section « Notes et références ».

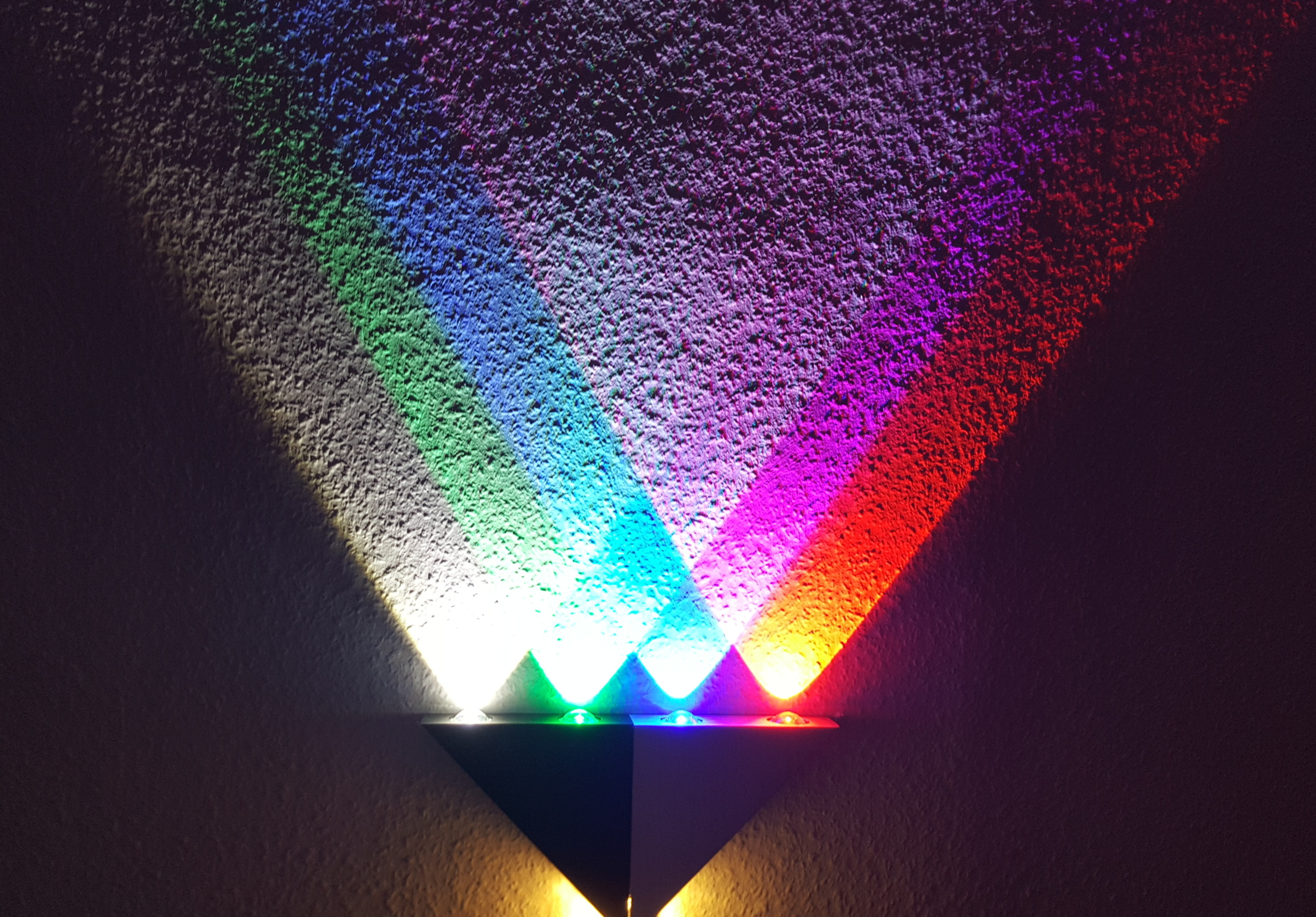
Une applique colorée à LED en Allemagne en 2018.

La lampe colorée est une lampe d'ambiance, permettant de modifier la coloration d'une pièce.

## Caractéristiques
Elle est généralement constituée d'une série de LED colorées, qui sont allumées à une intensité modulable, parfois variable.
Elle possède souvent une télécommande et une programmation.
Elle peut être émulée par un logiciel et un écran d'ordinateur, ou par un cadre photo numérique faisant défiler des images colorées unies.

## Histoire
Des lampes colorées sont utilisées à Londres pour célébrer le traité de paix d'Amiens.

## Utilisation
Des lampes colorées sont utilisés dans l'expérience de Reebes sur l'apprentissage chez les poissons.